# Pax
Pax var fredens gudinde i romersk mytologi. Hun var datter af Jupiter og Themis.
Under Augustus tid blev indført en officiel kult til dyrkelse af Pax, og til hendes ære opførtes i Rom et fredsalter, Ara Pacis.
Pax modsvarer i græsk mytologi Eirene.
Pax benyttes også i den civile luftfart som en forkortelse for passagerer. Pap var forkortelse for passager (i ental).

## Eksterne links
- Wikimedia Commons har flere filer relateret til Pax

| Mytologi | Spire Denne artikel om mytologi er en spire som bør udbygges. Du er velkommen til at hjælpe Wikipedia ved at udvide den. |